# Camille Foucaux
Camille Foucaux, né le 22 avril 1906 à Paris 17e - mort le 16 octobre 1976 à Chartres,, est un coureur cycliste français spécialiste du cyclo-cross, professionnel de 1926 à 1933.
Il a notamment remporté quatre fois le championnat de France de cyclo-cross, deux fois le critérium international de cyclo-cross (championnat du monde officieux) et le critérium des As.

## Palmarès sur route

### Par année
- 1925
  - 2e de Paris-Saint-Amand-les-Eaux
- 1926
  - Tour d'Alsace-Lorraine
  - 3e de Paris-Lille
- 1927
  - 2e du championnat de France militaires sur route
- 1929
  - Course de côte du mont Faron
  - Paris-Épernay
- 1930
  - Critérium des As
  - Grand Prix d'Issoire

### Résultats sur le Tour de France
1 participation
- 1929 : abandon (6e étape)

## Palmarès en cyclo-cross
- 1927
  - 3e du championnat de France de cyclo-cross
- 1928
  - Critérium international de cyclo-cross
  - 2e du championnat de France de cyclo-cross
- 1929
  -  Champion de France de cyclo-cross
  - Critérium international de cyclo-cross
- 1930
  -  Champion de France de cyclo-cross
  - 3e du critérium international de cyclo-cross
- 1931
  -  Champion de France de cyclo-cross
  - 2e du critérium international de cyclo-cross
- 1932
  -  Champion de France de cyclo-cross